# Stritreysery
Стритрейсеры Stritreysery (Street Racer (título em Portugal) ou Turbinados: Sem Limite Para Velocidade (título no Brasil)) é um filme russo sobre corridas de ruas ilegais, produzido e distribuído pela Studiya Cherepakha. O filme foi dirigido por Oleg Fesenko, com roteiro de Andrei Libenson e Anush Vardanyan. É estrelado por Aleksey Chadov como o piloto de rua e ex-militar Styopich 'Stepan' Mokhov, o restante do elenco inclui, Marina Aleksandrova, Elvira Bolgova, Stanislav Bondarenko, Nikolay Chindyaykin, Dasha German, Aleksey Guskov e Lev Prygunov, se juntam ao longa.
Turbinados: Sem Limite Para Velocidade estreou na Rússia no dia 06 de março de 2008 e foi lançado em DVD no dia 27 de agosto de 2009 na Alemanha. Ele também recebeu cinco nomeações ao MTV Movie Awards Russia e uma nomeação ao Taurus World Stunt Awards.

## Sinopse
Na rua de São Petersburgo, a equipe de corrida liderada por Doker vem desmobilizada do exército Stepan Mokhov. Aqui está seu irmão mais novo Mishka - um jovem técnico em informática, especialista em hackear fechaduras eletrônicas - e seu pai idoso, um mecânico de automóveis. Pouco antes do aparecimento de Stepan Docker rompe com sua namorada, Kate - filha de tráfego tenente-coronel Stepanchenko, que também é um membro de sua equipe. O pai não aprova sua própria paixão, mas sendo bem-humorada e gentil pessoa, não pode proibir explicitamente Kate envolvido em corridas de rua.
Docker provoca deliberadamente uma situação para que o Stepan durante o "batismo de fogo" quebra seu primeiro carro feito em casa, e então os estivadores do carro. Por sua vez, se apaixona por Katya mutuamente Stepan, o que agrava ainda mais o conflito: não só Docker, mas time de veteranos Nikita expressou abertamente sua antipatia Stepan. Mais tarde, Docker até oferece a Stepan para cancelar a dívida e sair apenas para que ele tenha deixado Katya.
Em paralelo com este no fundo, desenvolvendo diferentes de drama: Irmão Urso Stepan cuidar de Laura da equipa Docker. Que, sendo mais velho que sua idade, condescendentemente ri dele.
Tendo descoberto que Doker não deveria apenas ele, mas toda a equipe, Stepan e Katya colecionam camaradas e tentam abrir os olhos para ele. Isso leva a uma luta feroz entre Stepan e Nikita. Naquela mesma noite, a ser realizada em paralelo com as duas operações: Docker, realização de negócios com a máfia, lidera a equipe em roubar carros caros e polícia de trânsito, conscientes disso, sob o comando do General planeja capturar corridas de rua. Neste confronto nas ruas noturnas de São Petersburgo, os pilotos conquistam uma vitória incondicional. Stepan faz as pazes com Nikita.
O fracasso da operação para capturar os sequestradores sugere o pai de Katie com o pensamento de que o roubo de carro cobre um dos seus superiores. Ele compartilha seus pensamentos com o general, o chefe da polícia de trânsito.
No mesmo dia, à noite, depois de uma caminhada com Stepan, Kate chega aos Dockers na garagem e disse que estava deixando para sempre com Stopoy e Mishka. Doker tenta estuprá-la, mas no último momento pensa sobre isso. Aqui na garagem embaixo jogou a cena com os bandidos (parceiros de negócios Docker) e mecânica, pai Stepan Mishka. Fica claro: a gangue é chefiada pelo chefe da Inspetoria Estadual de Segurança no Trânsito, o general. Depois de conversar com o tenente-coronel, ele decide apressar suas garras com urgência. O velho mecânico recusa-se a ajudar os bandidos e até ameaça, os espancam brutalmente. Mishka, que apareceu ao lado dele, leva isso para a câmera do celular. General e Docker notam ele. Docker de choque e ele leva Kate, e General senta no carro Jeep Grand Cherokee, perseguindo ursos e bate-lhe a morte. Morrendo, Mishka consegue enviar a Stepan um vídeo em MMS (depois irá ao tenente-coronel Stepanchenko). Não sabendo disso, o general diz: "Filho, em jogos de adulto e tem que pagar um adulto" e pressionar o calcanhar do telefone sapato.
Quando Stepan vem para a garagem, já é de manhã. O pai não dá a cabeça da polícia de trânsito por medo, sentindo-se culpado pela morte de seu filho. Ele permanece com o urso morto em seus braços, o resto da equipe vai em perseguição. Juntamente com a polícia apanhar com corredores de rua gerais no país, e Laura enfraquece seu jipe usando carros Mishkin no rádio. Ao saber que tem tirado Docker Katya, coronel Stepanchenko disse Stepan, onde encontrá-los - sobre o carro esporte vai ultrapassar Stepan Docker mais rápido do que a polícia. Mokhov sai, e os outros corredores de rua enfrentam em um vagão caminhão amarelo vala em que, aparentemente, foram o carro roubado por eles.
A busca de Stepan para Docker leva a um terrível acidente em que ambos sobrevivem apenas por milagre. Acontece que Docker deixou Katya no Golfo da Finlândia e finalmente a soltou. Após uma breve luta, Dokker conta a Stepan o que o motivou, revela suas verdadeiras intenções e admite a derrota. Stepan deixa claro para Docker que ele não segura o mal contra ele e o deixa ir em paz. Nesse ponto, os dois carros explodem.
Cena final: Stepa e Katya se encontram na praia e se beijam. Aqui toda a equipe chega em seus carros, Nikita aperta a mão de Stepan e o abraça. Acima deles voa um helicóptero da polícia rodoviária, todos se despedem acenando para o helicóptero.

## Elenco
- Alexei Chadov  - Stepan Mokhov
- Marina Alexandrova  - Katia
- Stanislav Bondarenko  - Docker
- Nikolai Chindyaykin  - tenente-coronel do STSI STEPANCHENKO , pai de Katya
- Elvira Bolgova  - Laura
- Alexei Guskov  - mecânico Mokhov, pai de Stepan e Misha
- Alexander Slastin - Sergei Petrovich, General, Chefe da Inspetoria Estadual de Segurança no Trânsito
- Vladislav Tretyak - Nikita
- Anton Vasiliev - Carla
- Alexey Poggenpol  - Misha , irmão de Stepan
- Evgeny Filatov - os militares

## Prêmios e indicações
| Ano  | Prêmio / Festival       | Categoria                           | Indicado                              | Resultado | Ref(s) |
| ---- | ----------------------- | ----------------------------------- | ------------------------------------- | --------- | ------ |
| 2009 | MTV Movie Awards Russia | Melhor Atriz                        | Marina Aleksandrova                   | Indicado  | .      |
| 2009 | MTV Movie Awards Russia | Melhor Vilão                        | Stanislav Bondarenko                  | Indicado  | .      |
| 2009 | MTV Movie Awards Russia | Melhor Luta                         | Aleksey Chadov e Stanislav Bondarenko | Indicado  | .      |
| 2009 | MTV Movie Awards Russia | Melhor Beijo                        | Aleksey Chadov e Marina Aleksandrova  | Indicado  |        |
| 2009 | MTV Movie Awards Russia | Melhor Invenção de Filme            |                                       | Indicado  |        |
| 2009 | World Stunt Awards      | Melhor Ação em um Filme Estrangeiro | Viktor Ivanov                         | Indicado  |        |